# Konterbande (Film)
Konterbande (Originaltitel: South of St. Louis)  ist ein US-amerikanischer Western aus dem Jahr 1949 von Ray Enright mit Joel McCrea und Alexis Smith in den Hauptrollen. Der Film wurde von United States Pictures, Inc. produziert und ist in Deutschland auch unter dem TV-Titel Südlich von St. Louis gezeigt worden.

## Handlung
Während des Amerikanischen Bürgerkrieges überfällt die Partisanentruppe um Luke Cottrell im Namen der Nordstaaten Farmen, Ranches und Siedlungen südlich von St. Louis. Bei einem dieser Überfälle wird die Three Bell Ranch der Freunde Kip Davis, Charlie Burns und Lee Price niedergebrannt. Kips Verlobte Deborah Miller erwartet ihn in der Kleinstadt Edenton. Stattdessen reitet Kip mit seinen Partnern zur texanischen Grenze, um Rache zu nehmen.
In der Grenzstadt Brownsville entscheidet sich Lee, der Armee der Konföderierten beizutreten. Kip und Charlie hingegen versuchen, mit Glücksspiel Geld für eine neue Ranch zu gewinnen. Die Sängerin Rouge de Lisle bietet ihnen 50 Dollar für den Transport ihrer Möbel. Als sich herausstellt, dass die Ladung aus Waffen besteht, wird Kip festgenommen. Auf dem Weg zum Militärgefängnis wird Kip von einem Südstaaten-Sympathisant vom Wagen geworfen und von der in einiger Entfernung folgenden Rouge aufgenommen. Sie beabsichtigt, mit ihm und Charlie Waffen für die Konföderierten von Matamoros in Mexiko nach Brownsville zu schmuggeln. In Matamoros erfahren sie, dass Rouges Kontaktmann Henri Brugnon die Waffen an Cottrell verkauft hat. Charlie bildet eine Truppe, unter ihnen auch Slim Hansen, ein früheres Mitglied von Cottrells Partisanen.
Einige Monate später wollen Kip und Charlie eine Ladung Waffen nach Brownsville bringen. Auf der anderen Seite der Grenze wartet Cottrell auf sie. Es kommt zum Kampf, der durch das Auftauchen einer konföderierten Kavallerieschwadron beendet wird. Auch Lee befindet sich bei der Schwadron und begleitet Kip und Charlie nach Edenton. Dort bittet Deborah Kip zu bleiben, doch der will mehr Geld zum Ranchaufbau verdienen und macht weiter als Waffenschmuggler.
Nachdem Brownsville an die Südstaaten gefallen ist, will Kip zur Three Bell Ranch zurückkehren. Lee, mittlerweile Lieutenant, will in der Armee bleiben und Charlie als Schmuggler weitermachen. Auch Deborah kommt nicht mit, da sie als Krankenschwester verwundete Soldaten versorgt und ihre Pflichten nicht vernachlässigen will. So kehrt auch Kip zurück zur Schmuggelei, sehr zur Freude von Rouge, die sich in ihn verliebt hat.
Nach einer Warnung von Cottrell an Kip und Charlie, nicht nach Matamoros zurückzukommen, macht Slim den Vorschlag, die Waffen zu stehlen, bevor sie Matamoros erreichen. Kip und seine Männer verkleiden sich als Soldaten der Nordstaaten und können die Waffen an sich bringen. Auf dem Rückweg begegnen sie einer Schwadron Südstaatenkavallerie unter Lees Kommando. Sie werden wegen ihrer Verkleidung für Unionssoldaten gehalten und unter Feuer genommen. Erst nach einiger Zeit erkennt Lee, dass es sich um seine Freunde handelt und beendet den Kampf. Zudem beendet Lee seine Partnerschaft mit Kip und Charlie.
Cottrell tötet aus einem Hinterhalt heraus einen von Kips Leuten, dafür will Kip Rache nehmen. Slim warnt Cottrell in der Hoffnung, dass Kip stirbt und Charlie das Kommando übernimmt. Kip umgeht den Hinterhalt und kann Cottrell stellen. Bevor der etwas über Slims Verrat sagen kann, wird er von diesem erschossen. Kip reitet nach Edenton, dort erfährt er, dass Deborah und Lee ein Paar sind. Niedergeschlagen zieht er dann mit Rouge nach Matamoros weiter.
Nach dem Ende des Bürgerkrieges schließt sich Lee den neu gegründeten Texas Rangers an. In Brownsville gerät er mit Charlie aneinander. Heimlich reist Deborah nach Matamoros und bittet Kip um Hilfe. Rouge ermutigt ihn, seinem alten Freund beizustehen. In Brownsville kommen die drei früheren Kameraden wieder zusammen. Charlie wird jedoch von Slim niedergeschossen. Kip verspricht seinem sterbenden Freund, dass die Ranch immer die Three Bell Ranch bleiben wird. Später heiratet er Rouge und baut die Ranch wieder auf.

## Produktion

### Hintergrund
Gedreht wurde der Film von Ende Mai bis Ende Juli 1948 in Calabasas sowie in den Warner-Studios in Burbank. Die Uraufführung erfolgte am 6. März 1949, die deutsche Premiere fand am 19. Mai 1951 statt.
Der US-Titel lautete zuerst Distant Drums. Er wurde später in South of St. Louis geändert. Dies ist ein Begriff, mit denen Deserteure im amerikanischen Bürgerkrieg bezeichnet wurden.
Die Rolle des Luke Cottrell, der als Partisanenführer für die Nordstaaten in Missouri sein Unwesen treibt, ist angelehnt an den historischen William Clark Quantrill (1837–1865). Im Gegensatz zur Filmfigur war Quantrill ein Partisan der Südstaaten, der mit seiner Guerillatruppe Quantrill's Raiders in Kansas und Kentucky operierte.

### Stab
Leo K. Kuter war der Art Director, Milo Anderson der Kostümbildner.

### Besetzung
In kleinen nicht im Abspann erwähnten Nebenrollen traten Holmes Herbert, Russell Hicks, Hank Mann, Snub Pollard, Forrest Taylor und Harry Lewis Woods auf. Ebenfalls unerwähnt blieb Paul Maxey als Henri Brugnon.

## Synchronisation
Die deutschsprachige Synchronisation entstand 1993.
| Rolle           | Schauspieler     | Deutscher Synchronsprecher |
| --------------- | ---------------- | -------------------------- |
| Rouge de Lisle  | Alexis Smith     | Liane Rudolph              |
| Charlie Burns   | Zachary Scott    | Michael Pan                |
| Lee Price       | Douglas Kennedy  | Stefan Gossler             |
| Jake Evarts     | Alan Hale sr.    | Wolfgang Völz              |
| Luke Cottrell   | Victor Jory      | Michael Telloke            |
| Slim Hansen     | Bob Steele       | Eberhard Prüter            |
| Manuel          | Macho Galindo    | Christian Rode             |
| Lieutenant      | Mikel Conrad     | Karl-Heinz Grewe           |
| Cecil Middleton | John Goldsworthy | Andreas Hanft              |
| Colonel Kirby   | Russell Hicks    | Jürgen Kluckert            |

Anmerkung: Die kursiv geschriebenen Namen sind Rollen und Darsteller, die nicht im Abspann erwähnt wurden.

## Veröffentlichung
Die Premiere des Films fand am 1. März 1949 in Brownsville (Texas) statt. In der Bundesrepublik Deutschland kam er am 19. Mai 1951 in die Kinos, in Österreich am 11. Dezember 1951.

## Kritiken
Das Lexikon des internationalen Films schrieb: „Gut gespielter, handlungsreicher und spannender Western.“
Die Filmzeitschrift Cinema befand: „Recht flotter Western, der unter dem Titel „Konterbande“ im Kino lief. Fazit: Gut gespielter, solider Kriegswestern.“
Bosley Crowther von der The New York Times nannte den Film eine pralle Pferdeoper. Mit ein wenig Auffassungsgabe nehme man wahr, dass alles rein automatisch ablaufe, wie man es von einem Gold/Webb-Drehbuch erwarte. Man müsse jedoch zugeben, dass der schwülstige theatralische Stil und der Kitsch strenggenommen rein südstaatlerisch seien.